# Élection à la présidence du Parti libéral-démocrate japonais de 2024
L’élection à la présidence du Parti libéral-démocrate de 2024 se tient le 27 septembre 2024 afin d'élire le président du Parti libéral-démocrate japonais (PLD) pour un mandat de trois ans.

## Contexte
Alors qu'il était pressenti pour briguer un deuxième mandat à la présidence du Parti libéral-démocrate, Fumio Kishida annonce le 14 août 2024 son intention de ne pas concourir à l'élection prévue pour le mois de septembre suivant. Il laisse alors à son parti le choix d'élire un nouveau chef, qui devrait le remplacer dans la foulée comme Premier ministre. 

## Mode de scrutin
Le président du Parti libéral-démocrate est élu pour trois ans au scrutin uninominal majoritaire à deux tours, par un collège électoral composé pour moitié des membres du parti possédant un siège à la Diète, et pour l'autre moitié du reste des membres du parti. Les premiers disposent d'une voix comptant pour une, tandis que les voix des simple militants sont soumises à une division de manière que leur total soit égal à celui des voix des premiers, tout en conservant la part proportionnellement reçue par chaque candidat. 
Les candidats doivent être eux-mêmes membres du parti et recevoir le parrainage d'au moins vingt membres de la Diète.
Est élu à la présidence du parti le candidat qui réunit la majorité absolue des voix cumulées des deux moitiés du collège. À défaut, un second tour est organisé entre les deux candidats arrivés en tête. Cette fois ci, seuls les membres de la Diète ainsi que les représentants des 47 branches préfectorales du parti participent au vote. Le candidat qui reçoit le plus de voix est élu.
Le secrétaire général du parti peut décider d'organiser directement l'élection selon les règles et le collège électoral du second tour, un cas ayant eu lieu lors de l'élection précédente en 2020.

## Résultats
| Candidats | Candidats          | Premier tour        | Premier tour        | Premier tour     | Premier tour     | Premier tour     | Premier tour     | Premier tour | Premier tour | Deuxième tour       | Deuxième tour       | Deuxième tour                 | Deuxième tour                 | Deuxième tour | Deuxième tour |
| Candidats | Candidats          | Membres de la Diète | Membres de la Diète | Membres du parti | Membres du parti | Membres du parti | Membres du parti | Total        | Total        | Membres de la Diète | Membres de la Diète | Représentants des préfectures | Représentants des préfectures | Total         | Total         |
| Candidats | Candidats          | Voix                | %                   | Votes            | %                | Voix             | %                | Voix         | %            | Voix                | %                   | Voix                          | %                             | Voix          | %             |
| --------- | ------------------ | ------------------- | ------------------- | ---------------- | ---------------- | ---------------- | ---------------- | ------------ | ------------ | ------------------- | ------------------- | ----------------------------- | ----------------------------- | ------------- | ------------- |
|           | Shigeru Ishiba     | 46                  | 12,53               | 202 558          | 29,12            | 108              | 29,35            | 154          | 20,95        | 189                 | 52,21               | 26                            | 55,32                         | 215           | 52,57         |
|           | Sanae Takaichi     | 72                  | 19,62               | 203 802          | 29,30            | 109              | 29,62            | 181          | 24,63        | 173                 | 47,79               | 21                            | 44,68                         | 194           | 47,43         |
|           | Shinjirō Koizumi   | 75                  | 20,44               | 115 633          | 16,63            | 61               | 16,58            | 136          | 18,50        |                     |                     |                               |                               |               |               |
|           | Yoshimasa Hayashi  | 38                  | 10,35               | 52 149           | 7,50             | 27               | 7,34             | 65           | 8,84         |                     |                     |                               |                               |               |               |
|           | Takayuki Kobayashi | 41                  | 11,17               | 35 501           | 5,10             | 19               | 5,16             | 60           | 8,16         |                     |                     |                               |                               |               |               |
|           | Toshimitsu Motegi  | 34                  | 9,26                | 26 081           | 3,75             | 13               | 3,53             | 47           | 6,39         |                     |                     |                               |                               |               |               |
|           | Yōko Kamikawa      | 23                  | 6,27                | 32 899           | 4,73             | 17               | 4,62             | 40           | 5,44         |                     |                     |                               |                               |               |               |
|           | Tarō Kōno          | 22                  | 5,99                | 14 971           | 2,15             | 8                | 2,17             | 30           | 4,08         |                     |                     |                               |                               |               |               |
|           | Katsunobu Katō     | 16                  | 4,36                | 11 942           | 1,72             | 6                | 1,63             | 22           | 2,99         |                     |                     |                               |                               |               |               |
|           |                    |                     |                     |                  |                  |                  |                  |              |              |                     |                     |                               |                               |               |               |
| Total     | Total              | 367                 | 100                 | 695 536          | 100              | 368              | 100              | 735          | 100          | 362                 | 100                 | 47                            | 100                           | 409           | 100           |

## Suites

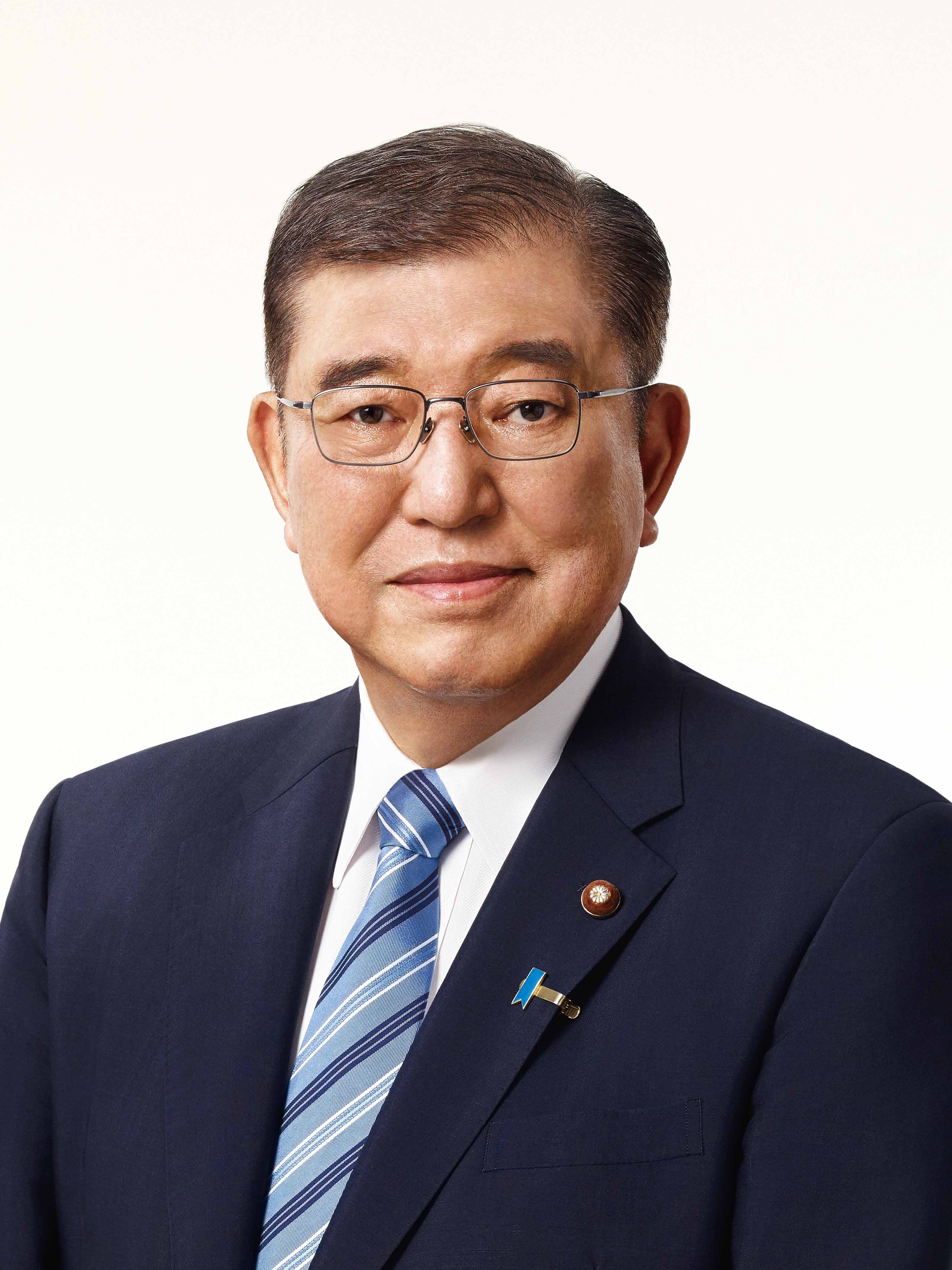
Shigeru Ishiba

Shigeru Ishiba est élu président du Parti libéral-démocrate le 27 septembre suivant et lui succède comme Premier ministre le 1er octobre,.